# Karim Guédé
Karim Guédé (Hamburgo, Alemania, 7 de enero de 1985) es un exfutbolista eslovaco que jugaba de centrocampista.
Tras retirarse al finalizar la temporada 2018-19, regresó al S. C. Friburgo para trabajar como ojeador en Francia y África.

## Selección nacional
Fue internacional con la selección de fútbol de Eslovaquia en 14 ocasiones. Inicialmente había decidido jugar con Togo, aunque no llegó a debutar.[cita requerida]

## Clubes
| Club                     | País       | Año       |
| ------------------------ | ---------- | --------- |
| S. C. Concordia Hamburgo | Alemania   | 2003-2005 |
| Hamburg S. V. II         | Alemania   | 2005-2006 |
| F. C. Artmedia           | Eslovaquia | 2006-2009 |
| Š. K. Slovan Bratislava  | Eslovaquia | 2010-2011 |
| S. C. Friburgo           | Alemania   | 2012-2018 |
| SV Sandhausen            | Alemania   | 2018-2019 |